# Бряг Нокс
Бряг Нокс (на английски: Knox Coast) е част от крайбрежието на Източна Антарктида, в крайната западна част на Земя Уилкс, простиращ се между 65°50’ и 66°53’ ю.ш. и 100°30’ и 109°16’ и.д. Брегът заема крайната западна част на Земя Уилкс, в акваторията на море Моусън, част от Индоокеанския сектор на Южния океан. На запад граничи с Брега Правда на Земя кралица Мери, а на изток – с Брега Бад на Земя Уилкс. Бреговата линия е слабо разчленена. На запад се простира големия шелфов ледник Шакълтън, в който са „циментирани“ островите Мил, Новосилски и Боумън, а на изток е западната част на големия залив Винсенс, в който са малките острови Мерит и Дейвис. Брегът Нокс е изцяло е покрит с континентален леден щит, дебелината на който на 100 km на юг надминава 1500 m. Над него стърчат отделни оголени върхове и нунатаки на малки и сравнително ниски крайбрежни планини и възвишения с височина до 1000 m. В крайната западна част се намира „оазиса“ Бангер (66°17′ ю. ш. 100°47′ и. д. / 66.283333° ю. ш. 100.783333° и. д.). Във вътрешността надморската височина постепенно се повишава и на места надминава 2700 m. От крайбрежните ниски планини и възвишения към морския бряг и в шелфовия ледник Шакълтън се „вливат“ малки и сравнително къси континентални ледници – Скот, Апфел, Едисто, Ременхус, Кисельов, Глензер, Конгер, Ангарски.
Брегът Нокс е открит през февруари 1840 г. и е частично изследван и картиран от американската антарктическа експедиция (1838 – 1842), възглавявана от Чарлз Уилкс, който наименува новооткрития Бряг Нокс в чест на Самуел Нокс (1811 – 1867), лейтенант от ВМФ на САЩ, капитан на кораба „Флайинг фиш“ в американската флотилия. Впоследствие регионът е детайлно изследвана и картиран от 1-вата Съветска антарктическа експедиция 1956 – 1958 г.